# XMMS
XMMS (X Multimedia System) – wieloplatformowy odtwarzacz multimedialny. Odtwarza pliki w formatach WAVE, MP3, Ogg, a także moduły muzyczne (MOD, IT i inne). Obsługa mechanizmu wtyczek pozwala ponadto na obsługę innych typów plików dźwiękowych (np. FLAC).
XMMS jest zaawansowanym i wszechstronnym odtwarzaczem. Odtwarza zarówno pojedyncze pliki dźwiękowe, jak i całe playlisty. Dodatkowo mechanizm wtyczek pozwala na poszerzanie jego możliwości. Wbudowany equalizer oraz dostarczane wraz z programem wtyczki efektów pozwalają na polepszanie i uatrakcyjnianie dźwięku. Dostępne są również wtyczki służące do wizualizacji odtwarzanej muzyki. Możliwy jest również zapis odtwarzanego materiału wprost na dysk twardy.
Interfejs programu wzorowany jest na Winampie, ponadto zaimplementowany jest również mechanizm skórek. Użytkownik może na własną rękę zmieniać interfejs aplikacji.
XMMS wymaga biblioteki GTK+. Ponadto dzięki obecności w systemie biblioteki MikMod i Ogg Vorbis, można kompilować wtyczki obsługujących formaty modułów i plików Ogg.
Program ten doczekał się forka pod nazwą Beep Media Player, którego forkiem z kolei jest Audacious. Ten ostatni jako jedyny z całej trójki nadal jest aktywnie rozwijany.
16 listopada 2007, po 1211 dniach od czasu ostatniej aktualizacji, ukazała się wersja 1.2.11. Następnie rozwój XMMS został przerwany. Zastąpił go program XMMS2, który został napisany od nowa.